# (29600) 1998 HP134
A (29600) 1998 HP134 a Naprendszer kisbolygóövében található aszteroida. A LINEAR projekt keretében fedezték fel 1998. április 19-én.